# Cantoira
Cantoira là một đô thị ở tỉnh Torino trong vùng Piedmont, có vị trí cách khoảng 40 km về phía tây bắc của Torino, nước Ý. Tại thời điểm ngày 31 tháng 12 năm 2004, đô thị này có dân số 552 người và diện tích là 23,1 km².
Cantoira giáp các đô thị: Locana, Chialamberto, Monastero di Lanzo, và Ceres.